# HD 89744 b
Exoplanète,,,,,
HD 89744 b est un Jupiter excentrique en orbite autour de l'étoile HD 89744 (en).
Lors d'une simulation sur une période de 10 Ma, cette planète a balayé toutes les particules d'essai, « à l'exception d'une étroite région proche de la résonance 8:3 ». Il ne peut y avoir de planètes dans la zone habitable de cette étoile. Les observations ont exclu toute planète d'une masse supérieure à 0.7 MJ sur une période d'un an.